# محمد رحیم شیخ‌الاسلامی بانه
محمد رحیم شیخ‌الاسلامی بانه سیاست‌مدار ایرانی بود، که در دوره بیست و چهارم مجلس شورای ملی بعنوان نماینده بانه و سقز از استان کردستان در مجلس شورای ملی حضور داشت.
بعد از انقلاب ایران جزو ۳۳۵ نفری بود که اموالشان مصادره گردید.